# Полибино (Смоленская область)
 Полибино — деревня в Смоленской области России, в Дорогобужском районе. Расположена в центральной части области в 8 км к востоку от Дорогобужа, у автодороги Р134 «Старая Смоленская дорога» Смоленск — Дорогобуж — Вязьма — Зубцов, на левом берегу Днепра.
Население — 221 житель (2007 год). Административный центр Полибинского сельского поселения.
В деревне и во всём сельском округе неблагоприятная экологическая ситуация связанная с тем, что к западу от деревни находится ОАО «Дорогобуж» (входит в компанию Акрон, производит сложные минеральные удобрения).

## История
Известна как минимум с 1588 года (погост Колище с церковью). С первой половины XVII века село Благовещенье. До 1654 года принадлежало Болдинскому монастырю, в селе был размещён рыбный двор, где разделывали выловленную в Днепре рыбу. В начале XIX века одним из землевладельцев был Александр Полибин, южную окраину села назвали Полибинские выселки. В 1812 году недалеко от села произошло сражение с отступавшими войсками Наполеона. О существовании школы известно с 1864 года. В начале XX века в селе была построена каменная церковь. В 1930-х годах название села Благовещенье было замещено Полибиным (севернее деревни в настоящее время есть деревня Благовещенское).

## Персоналии
Здесь родился будущий епископ Евгений (Кобранов).

## Экономика
Средняя школа, библиотека, медпункт.

## Достопримечательности
- Городище в 1,5 км северо-восточнее деревни.